# Ambasciatore britannico nella Repubblica di Genova
L’Ambasciatore britannico nella Repubblica di Genova fu il primo rappresentante diplomatico prima del Regno d'Inghilterra e poi del Regno di Gran Bretagna nella Repubblica di Genova, nonché responsabile della missione diplomatica in Liguria. Il titolo ufficiale era l'ambasciatore di Sua Maestà Britannica nella Repubblica di Genova. L'ambasceria rimase in piedi sino al 1797, anno in cui crollò anche la Repubblica di Genova. Dopo il Congresso di Vienna quando l'area della repubblica genovese venne assegnata al Regno di Sardegna, la città di Genova continuò ad ottenere comunque da parte del Regno Unito l'invio di speciali consoli sino all'unità d'Italia

## Capi delle missioni
- 1697-1698 e 1702-1705: Sir Lambert Blackwell[1]
- 1705: colonnello Mitford Crowe Residente[1]
- 1706-1711: Dr Henry Newton (perlopiù assente)[1]
- 1708-1713: William Richard Chetwynd Residente 1708-1711; poi Inviato Straordinario[1][2]
  - 1710: John Molesworth Inviato Straordinario[1]
- 1714-1722: Henry Davenant[1]
- Nessuna rappresentanza diplomatica formale dal 1722 al 1763 oltre alla nomina di un console locale
  - c.1723-1738: John Bagshaw console[3]
  - c.1738-c.1756: John Birtles console[3]
  - c.1758-1775: James Hollford console[3]
- 1763: capitano Augustus Harvey Ministro[1]
- 1763-1766: commodoro Thomas Harrison Ministro[1]
- 1767-1769: commodoro Richard Spey Ministro[1]
- Nessuna rappresentanza diplomatica formale dal 1769 al 1793 oltre alla nomina di un console locale
  - 1786 - 1786 John Collet, console[4][5]
- 1793-1795: Francis Drake[6] Ministro Plenipotenziario[7]
  - 1786-1797: Joseph Brame, console,[8][9] 1795 - 1797 in charge[7]
  - 1797-1803 James Bird, vice-console, facente funzioni di console[10]

La Gran Bretagna divenne il Regno Unito di Gran Bretagna e Irlanda nel 1801. Dal 1797, la Repubblica passò sotto il controllo francese come Repubblica Ligure e venne formalmente annessa alla Francia nel 1805 come dipartimento di Genova.

### Console presso Genova - Regno di Sardegna 1814 - 1861
Al Congresso di Vienna, Genova divenne parte del Regno di Sardegna, ma comunque il Regno Unito continuò a nominare un console specifico per la città, sino all'unità d'Italia.
- 1840 - 1857 Timothy Yeats-Brown console[12]
- 1857 - ? Montague Yeats-Brown console[13]